# Palazzo Jacopo Spinola
Il palazzo Jacopo Spinola è un edificio storico italiano, collocato in via della Posta Vecchia al civico 16, nel centro storico di Genova. È uno dei Palazzi dei Rolli designati, al tempo della Repubblica di Genova, a ospitare gli ospiti di alto rango per conto del governo, durante le visite di stato.

## Storia e descrizione
L'edificio acquista l'attuale compiutezza formale dopo l'accorpamento di due case medievali, voluto da Jacopo Spinola intorno al 1531 così come attesta la data su un capitello del cortile.
Degna di nota è la soluzione del cortile angolare, oggi mascherato da una bottega, come pure l'attenzione ai particolari decorativi dei portali, delle cornici delle finestre e dei rivestimenti interni (azulejos).
La decadenza dei manufatti si avverte già alla fine del Cinquecento tanto che manca nel rollo del 1614. Nel 1624 passa per asta pubblica a Stefano De Nigro, nel 1756 Martino De Martini gli restituisce un momento di fortuna. Nel 1812 ne divengono proprietari i Romanengo, che decidono di abitarne solo una parte, affittandone una piccola porzione, e poi nel 1871 alla famiglia Parodi, che trasforma il palazzo in casa ad appartamenti.
Il palazzo conserva tuttavia un impianto originario di grande nobiltà: da un portale interno in pietra nera, con medaglioni imperiali, si raggiunge lo scalone con volte a stella, sul quale si affacciano ai diversi ballatoi altri portali in pietra nera con stipiti e architravi decorati; ne', al piano nobile tramezzato, manca un monumentale soffitto ligneo sorretto da mensole in pietra.
Celebre è il portale esterno in marmo di Pace Gagini, con stipiti a candelabri e sopraporta che raffigura il Trionfo della famiglia Spinola.

## Galleria d'immagini

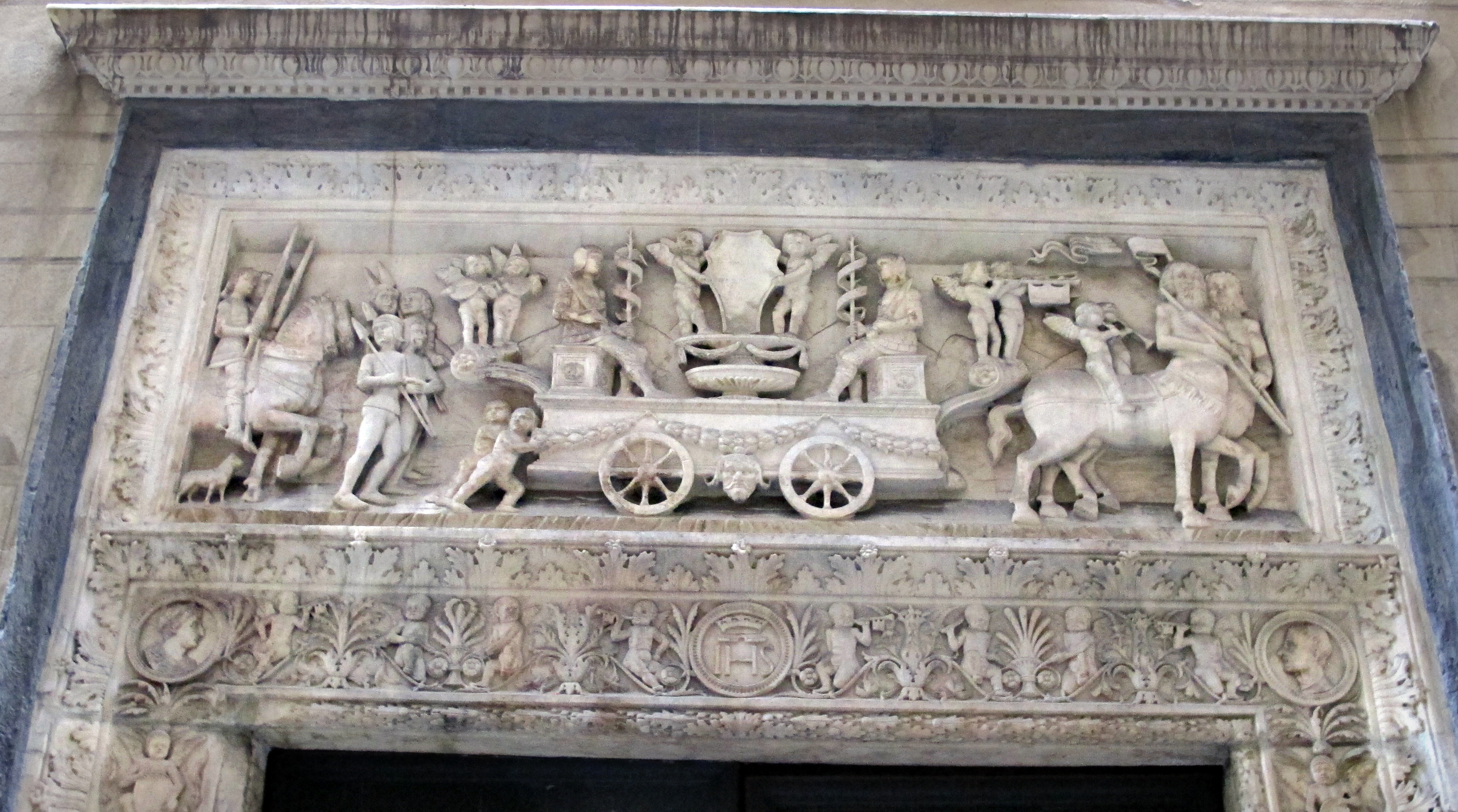
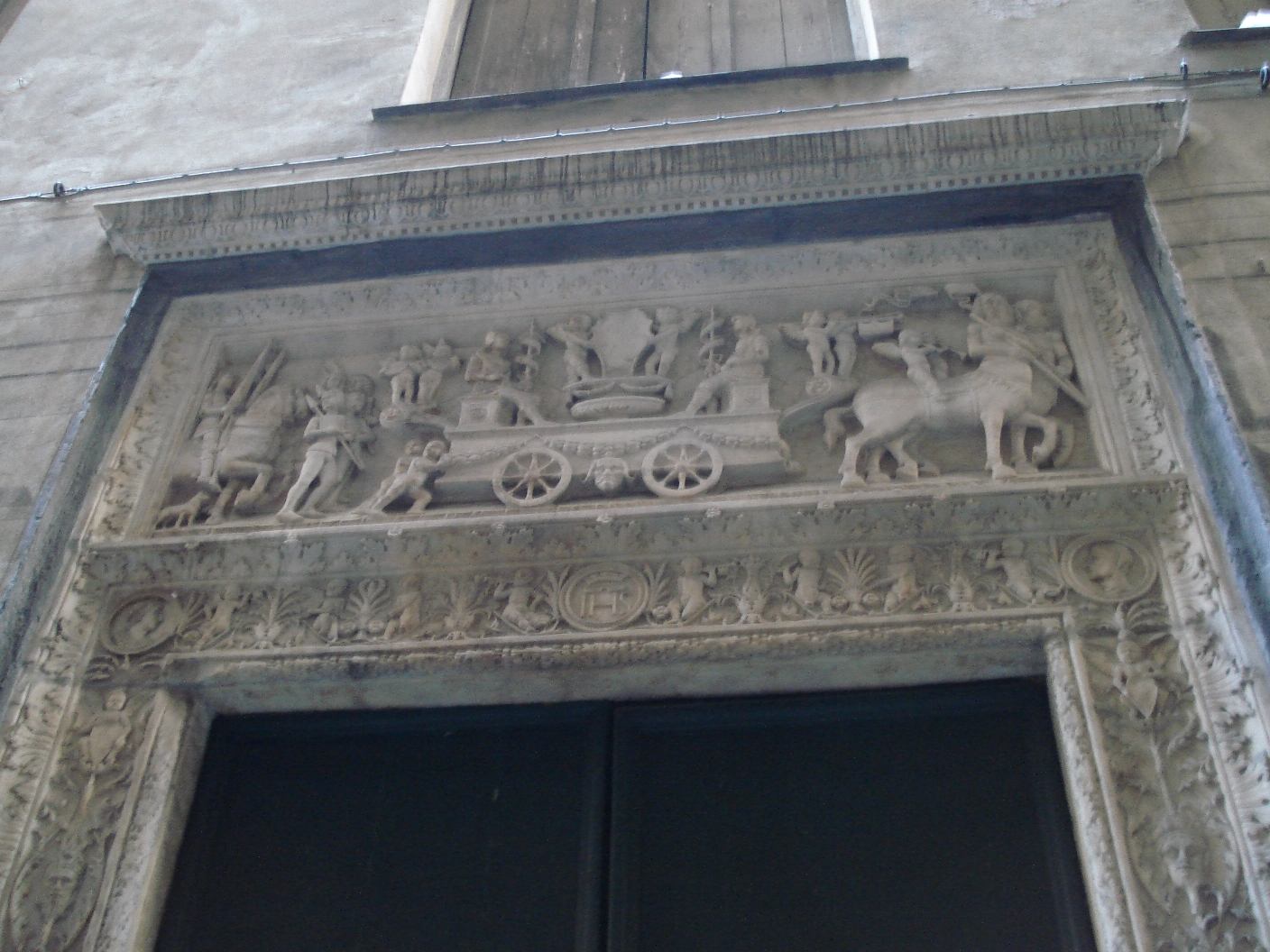